# Échenoz-la-Méline
Échenoz-la-Méline è un comune francese di 3 139 abitanti situato nel dipartimento dell'Alta Saona nella regione della Borgogna-Franca Contea.

## Società

### Evoluzione demografica
Abitanti censiti